# Tottori! Sommaren vi blev superhjältar
Tottori! Sommaren vi blev superhjältar (norska: Tottori! Sommeren vi var alene) är en norsk barn- och äventyrsfilm från 2020 i regi och manus av makarna Silje Salomonsen och Arild Østin Ommundsen med deras två döttrar, Vega och Billie Østin i huvudrollerna.
Filmen hade premiär 7 augusti 2020. Den har vunnit fler internationella prisar, bland annat under Mill Valley filmfestival i Kalifornien, Schlingel filmfestival i Chemnitz, Tyskland och Nordiska filmdagarna i Lübeck, Tyskland. Filmen vann priser för bästa barnfilm och bästa originalmusik under Amandaprisen 2021 och nominerades dessutom i klassen bästa regi.

## Handling
Vega och Billie, nio och fem år gamla, är två systrar som måste hämta hjälp när deras pappa, spelad av Thomas Skjørestad, ramlar ner i en bergsspricka och bryter benet när de är ute och vandrar i fjällen.

## Rollista
| Roll             | Skådespelare            | Svensk röst            |
| ---------------- | ----------------------- | ---------------------- |
| Vega             | Vega Østin              | Maja-Camille Wall      |
| Billie           | Billie Østin            | Saga Hedlund Stenmarck |
| Pappa            | Thomas Skjørestad       | Mippe Åhman            |
| Mamma            | Nina Ellen Ødegård      | Malin-My Wall          |
| Den gamla tanten | Mette Langfeldt Arnstad | Beatrice Järås         |
| Panflöjtsmannen  | Oddgeir Thune           | Nisse Hallberg         |
| Tändargubben     | Kristoffer Joner        | Mattias Silvell        |

- Regissör, översättare och textare — Mippe Åman
- Inspelningstekniker — Rasmus Broborg, Mippe Åman
- Mixtekniker — Rasmus Broborg
- Projektledare — Rasmus Broborg, Alice Ericsson
- Svensk dubbproduktion — Cineast Dub AB[12][11]

## Produktion
Filmen producerades av Chezville och med en budget på 5 miljoner norska kronor spelades filmen in i trakterna runt Stavanger i Rogaland. Filmen spelades mycket in på improvisation där barnskådespelarna själva fick komma fram till hur de skulle hantera de olika situationer som deras rollfigurer utsattes för.
Idén till filmen uppstod efter att Silje Salomonsen och Arild Østin Ommundsen varit i Oslo för att göra film borta från sina två döttrar och deras dotter Vega frågade dem varför man var tvungen att åka till Oslo för att göra film.
Arild Østin Ommundsen började skriva på ett konventionellt manus, men fann mer inspiration i samtal med sin dotter, Vega och hittade även inspiration från Terrence Malick.

## Mottagande
Filmen blev väl mottagen av både de norska kritikerna och publiken.

## Utmärkelser
| Pris                                                                   | Kategori                                                             | Nominerad/vinnare                          | Resultat  |
| ---------------------------------------------------------------------- | -------------------------------------------------------------------- | ------------------------------------------ | --------- |
| Mill Valley Film Festival 2020                                         | Publikpriset för bästa familjefilm                                   |                                            | Vann      |
| Schlingel Internationales Filmfestival 2021                            | Juryns specialpris för Bästa europeiska barnfilm                     |                                            | Vann      |
| Nordiska filmdagarna i Lübeck 2021                                     | Bästa barn- och ungdomsfilm                                          |                                            | Vann      |
| Ale Kino! - International Young Audience Film Festival 2020            | Special Mention by the Jury                                          |                                            | Vann      |
| Gijón International Film Festival 2020                                 | Enfant Terribles Award - Bästa film                                  |                                            | Vann      |
| Minsk International Film Festival Listapad 2020                        | Children and Youth Films Competition Award - Special Award           |                                            | Vann      |
| Minsk International Film Festival Listapad 2020                        | Best Film of the Competition for Children and Youth Listapadzik 2020 |                                            | Nominerad |
| Olympia International Film Festival for Children and Young People 2020 | Special Mention Award - Cinematography                               | Arild Østin Ommundsen                      | Vann      |
| Montreal International Children's Film Festival FIFEM 2021             | ECFA Award - Best European film for children                         |                                            | Nominerad |
| BUFF International Children and Young People's Film Festival 2021      | ECFA Award                                                           |                                            | Nominerad |
| Zlin International Film Festival for Children and Youth 2021           | Best Film in Children's category                                     |                                            | Vann      |
| Amandaprisen 2021                                                      | Bästa regi                                                           | Silje Salomonsen och Arild Østin Ommundsen | Nominerad |
| Amandaprisen 2021                                                      | Bästa barnfilm                                                       |                                            | Vann      |
| Amandaprisen 2021                                                      | Bästa originalmusik                                                  | Thomas Dybdahl                             | Vann      |